# Сервьер (Верхние Альпы)
Сервье́р (фр. Cervières, окс. Cerviéras) — коммуна во Франции, находится в регионе Прованс — Альпы — Лазурный Берег. Департамент коммуны — Верхние Альпы. Входит в состав кантона Южный Бриансон. Округ коммуны — Бриансон.
Код INSEE коммуны — 05027.

## Население
Население коммуны на 2008 год составляло 156 человек.
| 1913 | 1946 | 1962 | 1968 | 1975 | 1982 | 1990 | 1999 | 2008 |
| ---- | ---- | ---- | ---- | ---- | ---- | ---- | ---- | ---- |
| 900  | 400  | 71   | 111  | 96   | 105  | 120  | 129  | 156  |

## Экономика
В 2007 году среди 99 человек в трудоспособном возрасте (15—64 лет) 75 были экономически активными, 24 — неактивными (показатель активности — 75,8 %, в 1999 году было 80,7 %). Из 75 активных работали 67 человек (41 мужчина и 26 женщин), безработных было 8 (3 мужчин и 5 женщин). Среди 24 неактивных 9 человек были учениками или студентами, 11 — пенсионерами, 4 были неактивными по другим причинам.

## Достопримечательности
- Церковь Сен-Мишель (XV век)
- Приходская церковь Сен-Мишель-э-Сен-Мамме (1819 год)
- Солнечные часы (1839 год)
- Часовня Св. Иоанна Крестителя
- Убежище Наполеона, построенное в 1858 году

## Фотогалерея

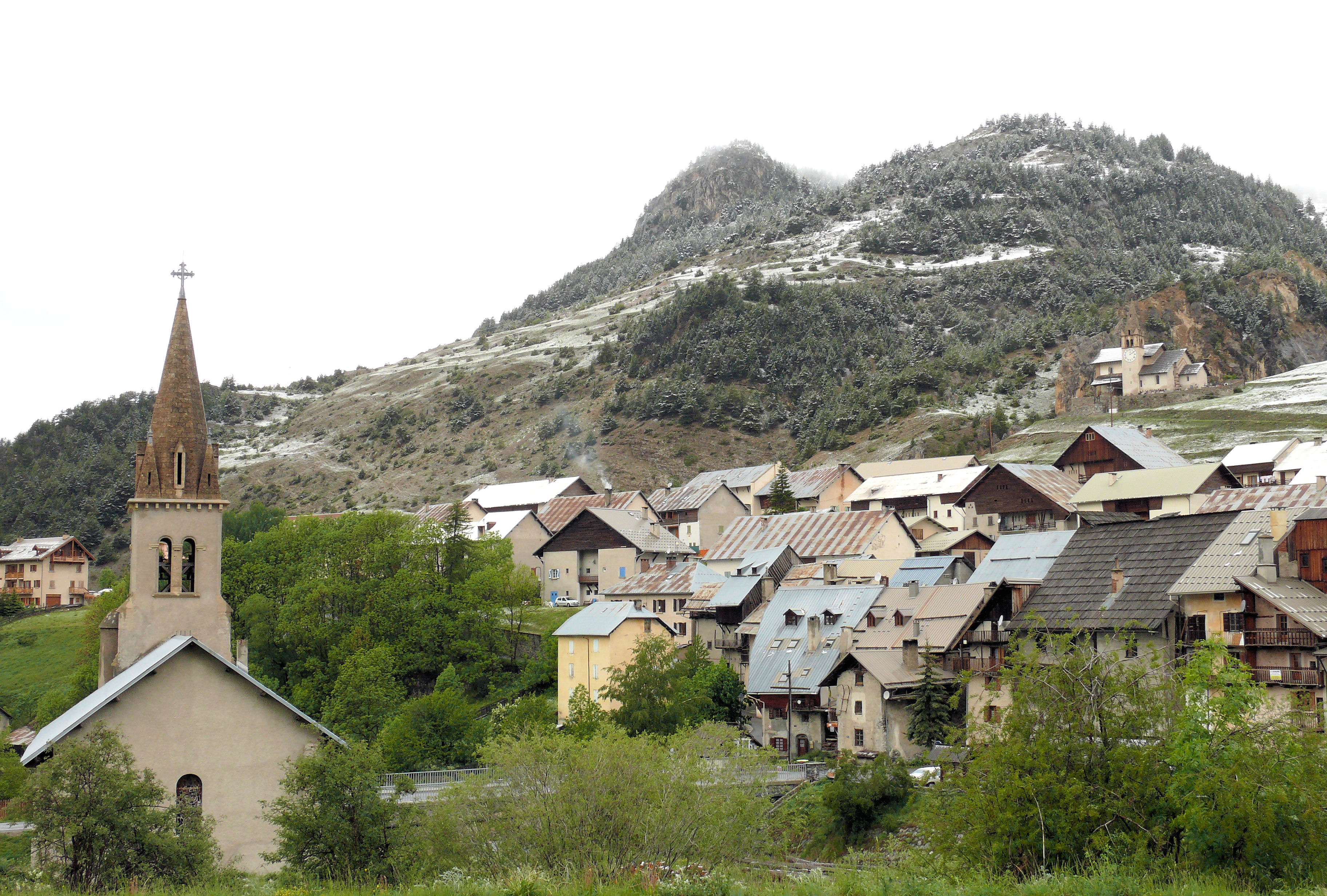
Сервьер
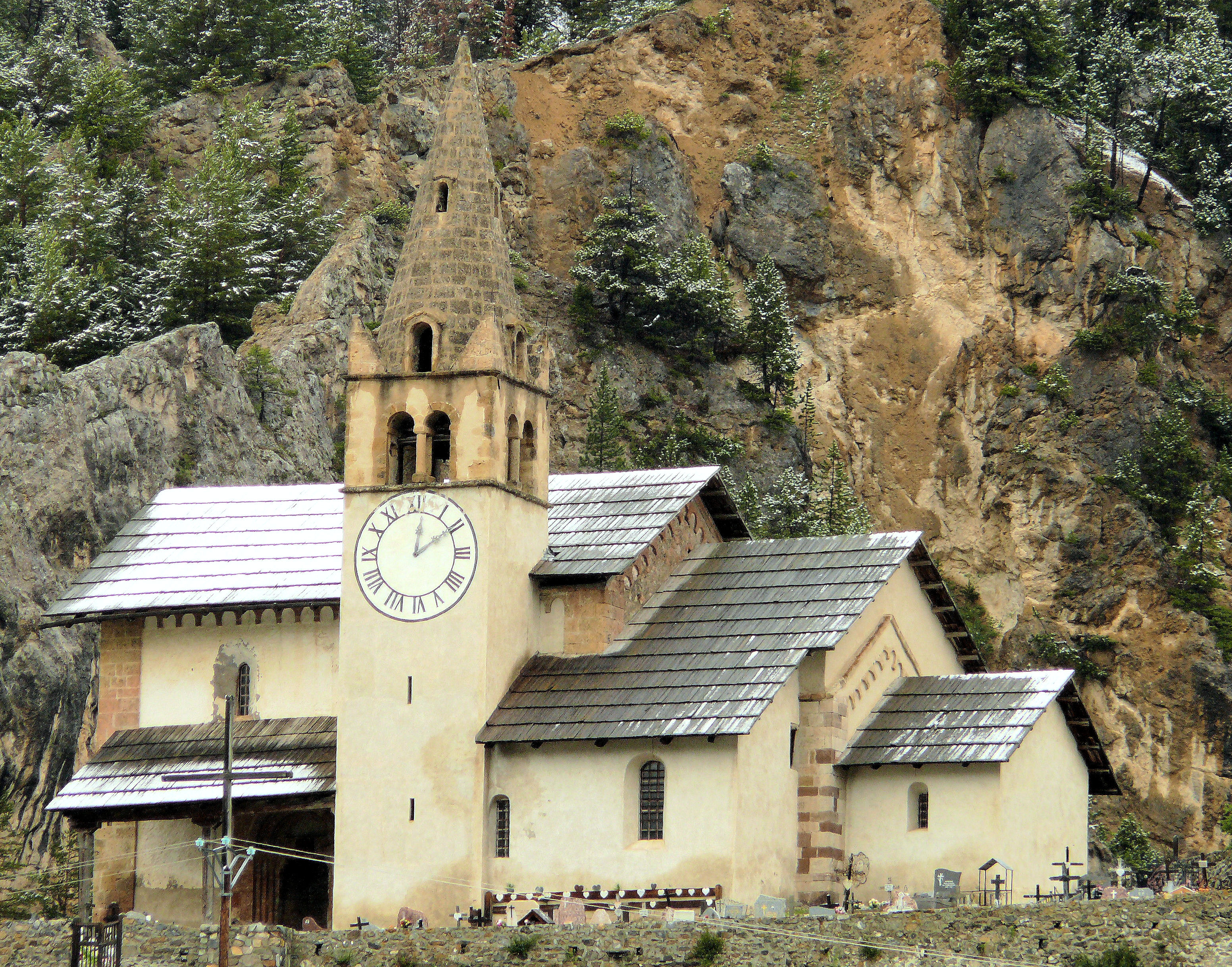
Церковь Сен-Мишель
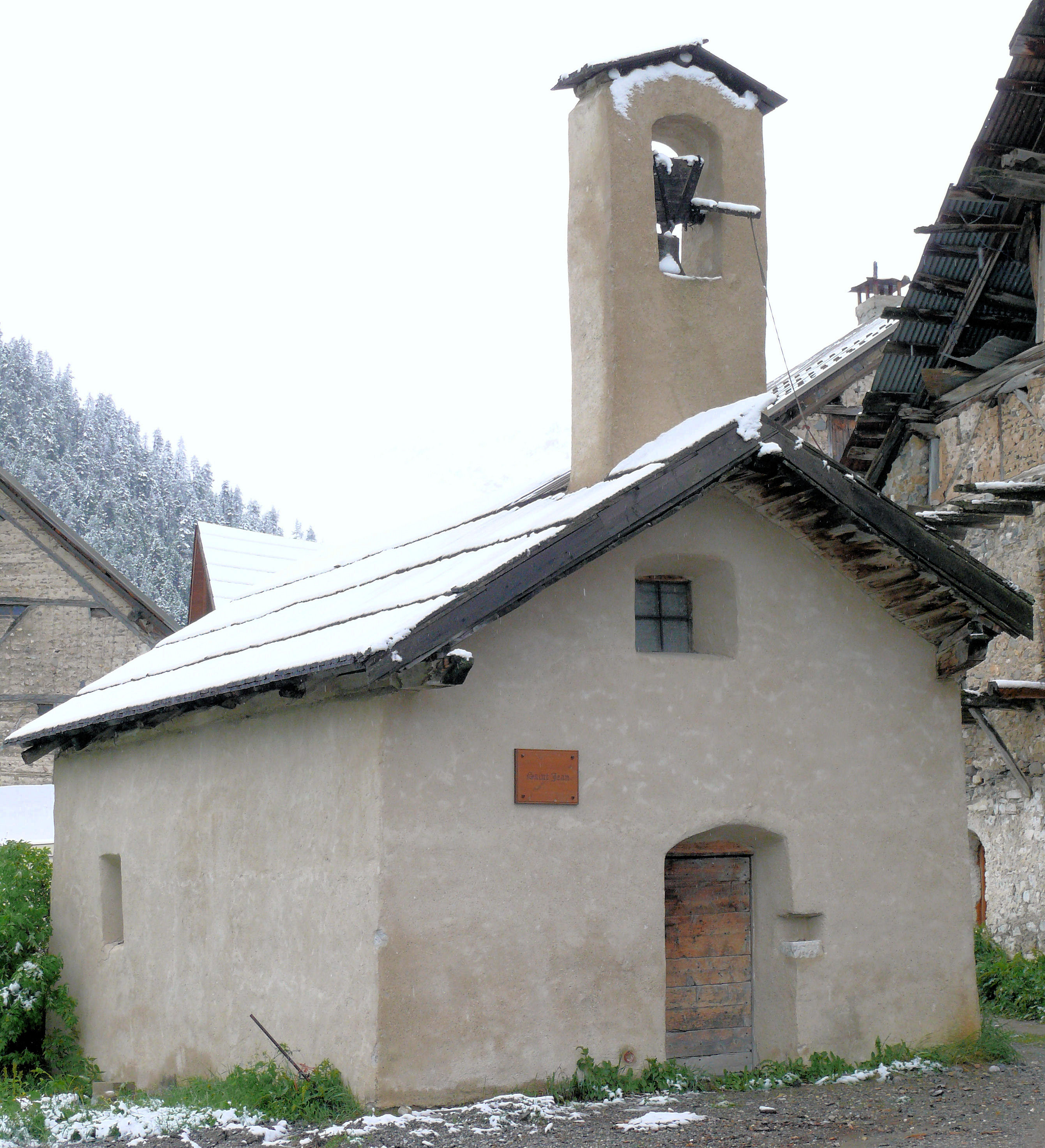
Часовня Св. Иоанна Крестителя
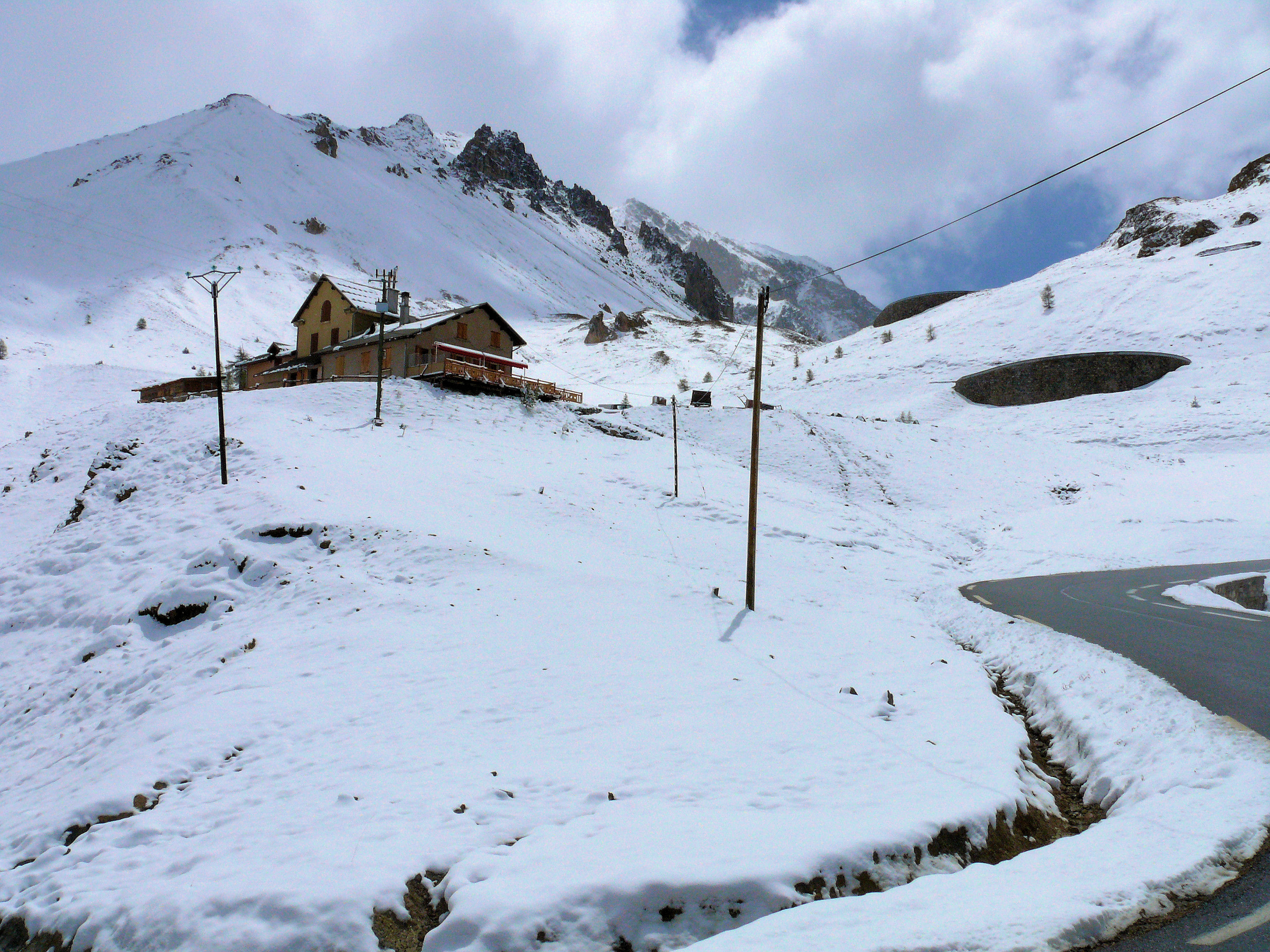
Убежище Наполеона